# Liste der Studentenverbindungen in Mainz
Diese Liste der Studentenverbindungen in Mainz verzeichnet die derzeit 19 aktiven, suspendierten und erloschenen Studentenverbindungen in Mainz, welche unterschiedlichen Korporationsverbänden angehören. Sie sind an der Johannes Gutenberg-Universität Mainz.

## Aktive Verbindungen
Die Sortierung erfolgt nach dem Gründungsdatum.
|  |
|  |
|  |
|  |
|  |

|  |
|  |
|  |
|  |
|  |

|  |
|  |
|  |
|  |
|  |

|  |
|  |
|  |
|  |
|  |

|  |
|  |
|  |
|  |
|  |

|  |
|  |
|  |
|  |
|  |

|  |
|  |
|  |
|  |
|  |

|  |
|  |
|  |
|  |
|  |

|  |
|  |
|  |
|  |
|  |

|  |
|  |
|  |
|  |
|  |

|  |
|  |
|  |
|  |
|  |

|  |
|  |
|  |
|  |
|  |

|  |
|  |
|  |
|  |
|  |

|  |
|  |
|  |
|  |
|  |

|  |
|  |
|  |
|  |
|  |

|  |
|  |
|  |
|  |
|  |

|  |
|  |
|  |
|  |
|  |

|  |
|  |
|  |
|  |
|  |

|  |
|  |
|  |
|  |
|  |

|  |
|  |
|  |
|  |
|  |

f.f. = farbenführend, wenn nicht angegeben farbentragend, v.u. = von unten getragen

## Verlegte Verbindungen
Nach 1989 gingen mehrere, zeitweise in Mainz ansässige Verbindungen, in ihre ehemaligen Hochschulorte zurück. 
Die Sortierung erfolgt nach dem Gründungsdatum.
| Name                                                | Gründung | Farben | Wappen | Zirkel | Verband | Fechtfrage       | Mitglieder | Anmerkungen                         |
| --------------------------------------------------- | -------- | ------ | ------ | ------ | ------- | ---------------- | ---------- | ----------------------------------- |
| Jenaische Burschenschaft Arminia auf dem Burgkeller |          |        |        |        | ADB     | pflichtschlagend | Männer     | 1992 wieder nach Jena verlegt       |
| Corps Borussia Halle                                |          |        |        |        | KSCV    | pflichtschlagend | Männer     | um 1992 wieder nach Halle verlegt   |
| Corps Borussia Greifswald                           |          |        |        |        | KSCV    | pflichtschlagend | Männer     | 1997 wieder nach Greifswald verlegt |

## Suspendierte und erloschene Verbindungen
Hier werden suspendierte und erloschene Verbindungen dargestellt.
|  |
|  |
|  |
|  |
|  |

|  |
|  |
|  |
|  |
|  |

|  |
|  |
|  |
|  |
|  |

|  |
|  |
|  |
|  |
|  |
|  |

|  |
|  |
|  |
|  |
|  |